# Monocrotofós

cis-monocrotofos (arriba) y trans-monocrotofos (abajo).

El monocrotofós (nombre químico:  Dimethyl (E)-1-methyl-2-(methylcarbamoyl)vinyl phosphate) es un plaguicida prohibido en todas sus formulaciones y usos por ser dañino para la salud humana y el medio ambiente.

## Resumen de la medida de prohibición
Prohibida la producción, uso y comercialización de todos los productos de protección de plantas que contengan Monocrotofós.  
El monocrotofós está designado como producto químico CFP.
Está permitida la tenencia y uso del producto químico para la investigación o propósitos de laboratorio en cantidades menores de 10 kg.

## Peligros y  riesgos conocidos respecto a la salud humana
El Monocrotofós tiene una toxicidad oral altamente aguda y una toxicidad dérmica aguda moderada y puede ser peligroso para los seres humanos si es manipulado incorrectamente. En la sobreexposición, pueden presentarse rápidamente los signos típicos y los síntomas de un envenenamiento de órgano fosforados. Los síntomas pueden ser:
- Inhalación: tic muscular, constricción pupilar, calambre muscular, salivación excesiva, mareo, respiro afanoso, sudoración, pérdida del conocimiento.
- Ingestión: dolor de cabeza, náusea, vómito calambres abdominales, diarrea, convulsiones).

## Peligros y riesgos conocidos respecto al medio ambiente
En el medio ambiente, el monocrotofós se degrada principalmente vía hidrólisis y por oxidación. Los productos de estas vías de degradación son la inhibición de la no-colinesterasa y baja toxicidad. La volatilización parece ser el principal factor en la pérdida rápida de residuos sucesivamente a la aplicación.
El monocrotofós y sus metabolitos son degradados rápidamente en el terreno, principalmente biológicamente, para completar la mineralización. No se acumularán en el medio ambiente bajo normales condiciones de uso.
El monocrotofós es altamente tóxico para aves, abejas, invertebrados acuáticos, y mamíferos, incluyendo las especies selváticas. Es moderadamente tóxico para peces y no tóxico para microorganismos. El LD50 agudo para aves es 1,0-6,5 mg/Kg, para la trucha arco iris, 12 mg/litro, y para las abejas de miel, 33-84 µg/abeja.